# Odinofagia
Odinofagia (do grego odyno-, dor+ -phagia, comer) é a condição caracterizada por deglutição dolorosa, popularmente referida como dor de garganta. É considerada um dos sintomas de disfagia. 

## Causas

A dor pode se originar em faringe, laringe, amígdalas, epiglote ou tireoide.

### Infecciosas[3]
Qualquer infecção respiratória que cause tosse ou afete faringe pode causar dor. Algumas das causas infecciosas comuns de odinofagia incluem:
- Estreptococose
- Candidíase oral
- Citomegalovírus
- Epstein-Barr
- Vírus do herpes simples
- Tuberculose
- Coqueluche

Inflamatórias
Podem ter origem infecciosa ou não:
- Faringite;
- Laringite;
- Amigdalite;
- Epiglotite;
- Tireoidite (bócio) ao comprimir outras estruturas;

### Não-infecciosas[4][5]
- Objetos afiados como espinha de peixe e espinhos vegetais
- Úlceras/aftas;
- Refluxo gastroesofágico (RGE), que provoque fluxo de ácido gástrico até a faringite;
- Queimaduras, após consumir alimentos muito quentes;
- Consumo altas doses de álcool;
- Fumar, respirar fumaça ou qualquer poluição do ar;
- Vômitos constantes, como na bulimia e anorexia;
- Desgaste vocal, após gritar por horas;
- Alergias respiratórias;
- Câncer de vias respiratórias, principalmente em fumantes e trabalhadores que respiram poeira constantemente;
- Acalasia, um transtorno neuromotor do esôfago;
- Síndrome de Mallory-Weiss, laceração e hemorragia esofágica;
- Intubação orotraqueal (IOT).

## Fatores de risco
Respirar pela boca e tomar pouca água causa ressecamento e favorece o aparecimento de dor de garganta e faringite. Tabagistas e alcoolistas causam danos diretos às vias digestivas que induzem a tosse e aumentam muito o risco de câncer. Internação hospitalar pode ser considerada um fator de risco principalmente quando envolve a necessidade de internação em Unidade de Terapia Intensiva (UTI) e procedimentos como IOT. Diversos medicamentos causam tosse, dentre eles o enalapril e o lisinopril (anti-hipertensivos IECA), se destacam por causar tosse seca por meses e alterar a voz. 